# Język ronga
Język ronga – język z rodziny bantu, z grupy tswa-ronga, używany w Mozambiku, RPA i Zimbabwe. W 1982 roku liczba mówiących wynosiła ok. 500 tys.